# Maškova vila
Maškova vila je rodinný dům, který si nechal v roce 1901 ve Slavíčkově ulici v Praze-Bubenči postavit podle vlastního architektonického návrhu malíř a architekt Karel Vítězslav Mašek.

## Historie
Vila byla zbudována v roce 1901. V roce 2019 byla využívána manželi Miladou a Petrem Pátkovými.

## Architektura
Vila, jejímž stavitelem podle Maškova návrhu byl Bohumil Waigant, stylově navazuje na nedalekou Koulovu vilu, ale je zdobnější. Dům leží na komplikovaném půdorysu: mezi křídla písmene L je vložen válcový vchodový rizalit. Dřevěná konstrukce štítů je inspirovaná lidovou architekturou.
Na výzdobě fasády se podíleli Ludvík Wurzel a stavitelův bratr Antonín Vaigant. Nejnápadnějším prvkem fasády je secesní plastika Madony s dítětem umístěná nad vchodovými dveřmi (pod ní jsou na klenáku uvedena jména obou tvůrců). V okně nad touto plastikou je skupina reliéfních dětských polopostav, v přízemí pod reliéfy je potom vchod, nad kterým je dekorativně proveden nápis "číslo 196". Další štít už je dekorován převážně jen malbou.
Veškerý nábytek do interiéru navrhl a vytvořil Karel Vítězslav Mašek, a to včetně dřevořezeb a kování. Sám vytvořil také výzdobu zahrady v neogotickém duchu: chrliče, sloupky, umělá jeskyně vytvořená z fiál... Mašek zde využil fragmenty z katedrály svatého Víta, na jejíž dostavbě se sám podílel.